# Липовское муниципальное образование (Озинский район)
Липовское муниципальное образование — сельское поселение в Озинском районе Саратовской области. Административный центр — посёлок Липовский. На территории поселения находятся 4 населённых пункта — 1 посёлок, 2 села, 1 хутор .

## Население
| 2010 | 2011  | 2012 | 2013 | 2014 | 2015 | 2016 |
| ---- | ----- | ---- | ---- | ---- | ---- | ---- |
| 1055 | ↘1050 | ↘999 | ↘978 | ↘945 | ↘928 | ↘866 |
| 2017 | 2018  | 2019 | 2020 | 2021 |      |      |
| ↘848 | ↘829  | ↘823 | ↘793 | ↘594 |      |      |

## Состав сельского поселения
| № | Населённый пункт | Тип населённого пункта          | Население |
| - | ---------------- | ------------------------------- | --------- |
| 1 | Липовский        | посёлок, административный центр | ↘688      |
| 2 | Самовольное      | село                            | ↘156      |
| 3 | Светлое Озеро    | село                            | ↘197      |
| 4 | Тимонино         | хутор                           | 14        |